# Miamis Grand Prix 2023
Miamis Grand Prix 2023 (officielt navn: Formula 1 Crypto.com Miami Grand Prix 2023) var et Formel 1-løb, som blev kørt den 7. maj 2023 på Miami International Autodrome i Miami Gardens, Florida, USA. Det var det femte løb i Formel 1-sæsonen 2023.

## Kvalifikation
| Pos.               | Nr. | Kører             | Konstruktør                  | Del 1    | Del 2    | Del 3     | Grid |
| ------------------ | --- | ----------------- | ---------------------------- | -------- | -------- | --------- | ---- |
| 1                  | 11  | Sergio Pérez      | Red Bull Racing-Honda RBPT   | 1.27,713 | 1.27,328 | 1.26,841  | 1    |
| 2                  | 14  | Fernando Alonso   | Aston Martin Aramco-Mercedes | 1.28,179 | 1.27,097 | 1.27,202  | 2    |
| 3                  | 55  | Carlos Sainz, Jr. | Ferrari                      | 1.27,686 | 1.27,148 | 1.27,349  | 3    |
| 4                  | 20  | Kevin Magnussen   | Haas-Ferrari                 | 1.27,809 | 1.27,673 | 1.27,767  | 4    |
| 5                  | 10  | Pierre Gasly      | Alpine-Renault               | 1.28,061 | 1.27,612 | 1.27,786  | 5    |
| 6                  | 63  | George Russell    | Mercedes                     | 1.28,086 | 1.27,743 | 1.27,804  | 6    |
| 7                  | 16  | Charles Leclerc   | Ferrari                      | 1.27,713 | 1.26,964 | 1.27,861  | 7    |
| 8                  | 31  | Esteban Ocon      | Alpine-Renault               | 1.27,872 | 1.27,444 | 1.27,935  | 8    |
| 9                  | 1   | Max Verstappen    | Red Bull Racing-Honda RBPT   | 1.27,363 | 1.26,814 | Ingen tid | 9    |
| 10                 | 77  | Valtteri Bottas   | Alfa Romeo-Ferrari           | 1.27,864 | 1.27,564 | Ingen tid | 10   |
| 11                 | 23  | Alexander Albon   | Williams-Mercedes            | 1.28,234 | 1.27,795 | N/A       | 11   |
| 12                 | 27  | Nico Hülkenberg   | Haas-Ferrari                 | 1.27,945 | 1.27,903 | N/A       | 12   |
| 13                 | 44  | Lewis Hamilton    | Mercedes                     | 1.27,846 | 1.27,975 | N/A       | 13   |
| 14                 | 24  | Zhou Guanyu       | Alfa Romeo-Ferrari           | 1.28,180 | 1.28,091 | N/A       | 14   |
| 15                 | 21  | Nyck de Vries     | AlphaTauri-Honda RBPT        | 1.28,325 | 1.28,395 | N/A       | 15   |
| 16                 | 4   | Lando Norris      | McLaren-Mercedes             | 1.28,394 | N/A      | N/A       | 16   |
| 17                 | 22  | Yuki Tsunoda      | AlphaTauri-Honda RBPT        | 1.28,429 | N/A      | N/A       | 17   |
| 18                 | 18  | Lance Stroll      | Aston Martin Aramco-Mercedes | 1.28,476 | N/A      | N/A       | 18   |
| 19                 | 81  | Oscar Piastri     | McLaren-Mercedes             | 1.28,484 | N/A      | N/A       | 19   |
| 20                 | 2   | Logan Sargeant    | Williams-Mercedes            | 1.28,577 | N/A      | N/A       | 20   |
| 107%-tid: 1.33,478 |     |                   |                              |          |          |           |      |
| Kilde:             |     |                   |                              |          |          |           |      |

## Resultat
| Pos.                                                               | Nr. | Kører             | Konstruktør                  | Omgange | Tid/Udgået  | Startpos. | Point |
| ------------------------------------------------------------------ | --- | ----------------- | ---------------------------- | ------- | ----------- | --------- | ----- |
| 1                                                                  | 1   | Max Verstappen    | Red Bull Racing-Honda RBPT   | 57      | 1:27.38,241 | 9         | 261   |
| 2                                                                  | 11  | Sergio Pérez      | Red Bull Racing-Honda RBPT   | 57      | +5,384      | 1         | 18    |
| 3                                                                  | 14  | Fernando Alonso   | Aston Martin Aramco-Mercedes | 57      | +26,305     | 2         | 15    |
| 4                                                                  | 63  | George Russell    | Mercedes                     | 57      | +33,229     | 6         | 12    |
| 5                                                                  | 55  | Carlos Sainz, Jr. | Ferrari                      | 57      | +42,5112    | 3         | 10    |
| 6                                                                  | 44  | Lewis Hamilton    | Mercedes                     | 57      | +51,249     | 13        | 8     |
| 7                                                                  | 16  | Charles Leclerc   | Ferrari                      | 57      | +52,988     | 7         | 6     |
| 8                                                                  | 10  | Pierre Gasly      | Alpine-Renault               | 57      | +55,670     | 5         | 4     |
| 9                                                                  | 31  | Esteban Ocon      | Alpine-Renault               | 57      | +58,123     | 8         | 2     |
| 10                                                                 | 20  | Kevin Magnussen   | Haas-Ferrari                 | 57      | +1.02,945   | 4         | 1     |
| 11                                                                 | 22  | Yuki Tsunoda      | AlphaTauri-RBPT              | 57      | +1.04,309   | 17        |       |
| 12                                                                 | 18  | Lance Stroll      | Aston Martin Aramco-Mercedes | 57      | +1.04,754   | 18        |       |
| 13                                                                 | 77  | Valtteri Bottas   | Alfa Romeo-Ferrari           | 57      | +1.11,637   | 10        |       |
| 14                                                                 | 23  | Alexander Albon   | Williams-Mercedes            | 57      | +1.12,861   | 11        |       |
| 15                                                                 | 27  | Nico Hülkenberg   | Haas-Ferrari                 | 57      | +1.14,950   | 12        |       |
| 16                                                                 | 24  | Zhou Guanyu       | Alfa Romeo-Ferrari           | 57      | +1.18,440   | 14        |       |
| 17                                                                 | 4   | Lando Norris      | McLaren-Mercedes             | 57      | +1.27,717   | 16        |       |
| 18                                                                 | 21  | Nyck de Vries     | AlphaTauri-Honda RBPT        | 57      | +1.28,949   | 15        |       |
| 19                                                                 | 81  | Oscar Piastri     | McLaren-Mercedes             | 56      | +1 omgang   | 19        |       |
| 20                                                                 | 2   | Logan Sargeant    | Williams-Mercedes            | 56      | +1 omgang   | 20        |       |
| Hurtigste omgang: Max Verstappen (Red Bull) - 1.29,708 (omgang 56) |     |                   |                              |         |             |           |       |
| Kilde:                                                             |     |                   |                              |         |             |           |       |

Noter:
↑1 - Inkluderer point for hurtigste omgang.
↑2 - Carlos Sainz Jr. blev givet en 5-sekunders straf, for at køre for hurtigt i pit lane. Hans slutposition forblev uændret af straffen.

## Stilling i mesterskaberne efter løbet
| Pos. | Kører            | Point |
| ---- | ---------------- | ----- |
| 1    | Max Verstappen   | 119   |
| 2    | Sergio Pérez     | 105   |
| 3    | Fernando Alonso  | 75    |
| 4    | Lewis Hamilton   | 56    |
| 5    | Carlos Sainz Jr. | 44    |

| Pos. | Konstruktør           | Point |
| ---- | --------------------- | ----- |
| 1    | Red Bull-Honda RBPT   | 224   |
| 2    | Aston Martin-Mercedes | 102   |
| 3    | Mercedes              | 96    |
| 4    | Ferrari               | 78    |
| 5    | McLaren-Mercedes      | 14    |